# Cerkiew św. Eliasza w Ilomantsi
Cerkiew św. Eliasza – prawosławna cerkiew w Ilomantsi.
Cerkiew została wzniesiona w 1891 według projektu Dmitrija Sadownikowa z drewna, lecz przy powtórzeniu konstrukcji znanych ze świątyń murowanych. Architekt naśladował w swojej pracy projekty standardowe, wielokrotnie wykorzystywane jako wzorcowe przykłady budynków bizantyjsko-rosyjskich. Jest to cerkiew jednonawowa, z dzwonnicą wznoszącą się ponad przedsionkiem i pięcioma kopułami nad kwadratową nawą. Prezbiterium zamyka absyda. Dach świątyni malowany jest na zielono, jej dolne partie zachowują brązowy kolor drewna; na ciemnobrązowo pomalowano jedynie obramowania okien.